# Area 45 di Brodmann
L'area 45 di Brodmann è una regione del lobo frontale della corteccia cerebrale nel cervello umano. Situata sulla superficie laterale, è inferiore all'area 9 di Brodmann e adiacente all'area 46 di Brodmann.
Questa regione è conosciuta anche come "pars triangularis (della circonvoluzione frontale inferiore)". Nell'uomo, occupa la parte triangolare della circonvoluzione frontale inferiore e circonda il ramo orizzontale anteriore del solco laterale, una porzione della parte orbitale della circonvoluzione frontale inferiore.